# Buhangaza
Buhangaza ist ein Bezirk (Ward) des Distriktes Muleba in der tansanischen Region Kagera.

## Geografie
Buhangaza liegt im Nordwesten von Tansania, westlich des Victoriasees. Die Fläche des Bezirks beträgt 28,21 Quadratkilometer, bei der Volkszählung 2022 lebten 6350 Einwohner in 1463 Haushalten.

## Gliederung
Der Bezirk besteht aus drei Gemeinden (Mtaa) mit 13 Orten (Kitongoji):
| Buyaga - Buyaga A - Buyaga B - Buyera - Kyeganywa - Ihama | Buhangaza - Kabutoto - Nyakabibo - Buhaija - Kashojo | Kashenge - Kashenge - Kyaya-Missenyi - Kyeshweleza - Rubumba |